# Oleg Marusiew
Oleg Marusiew (ros. Олег Федорович Марусев; ur. 2 października 1944 w Taszkencie, zm. 14 kwietnia 2021 w Moskwie) – radziecki i rosyjski aktor teatralny i filmowy, reżyser, pedagog, prezenter telewizyjny, profesor, kandydat nauk filozoficznych.

## Role filmowe
Wystąpił m.in. w serialu Pani de Monsoreau.
Pochowany na Cmentarzu Aleksiejewskim w Moskwie.

## Nagrody i odznaczenia
Zasłużony Artysta Federacji Rosyjskiej (1993).